# Abenderst

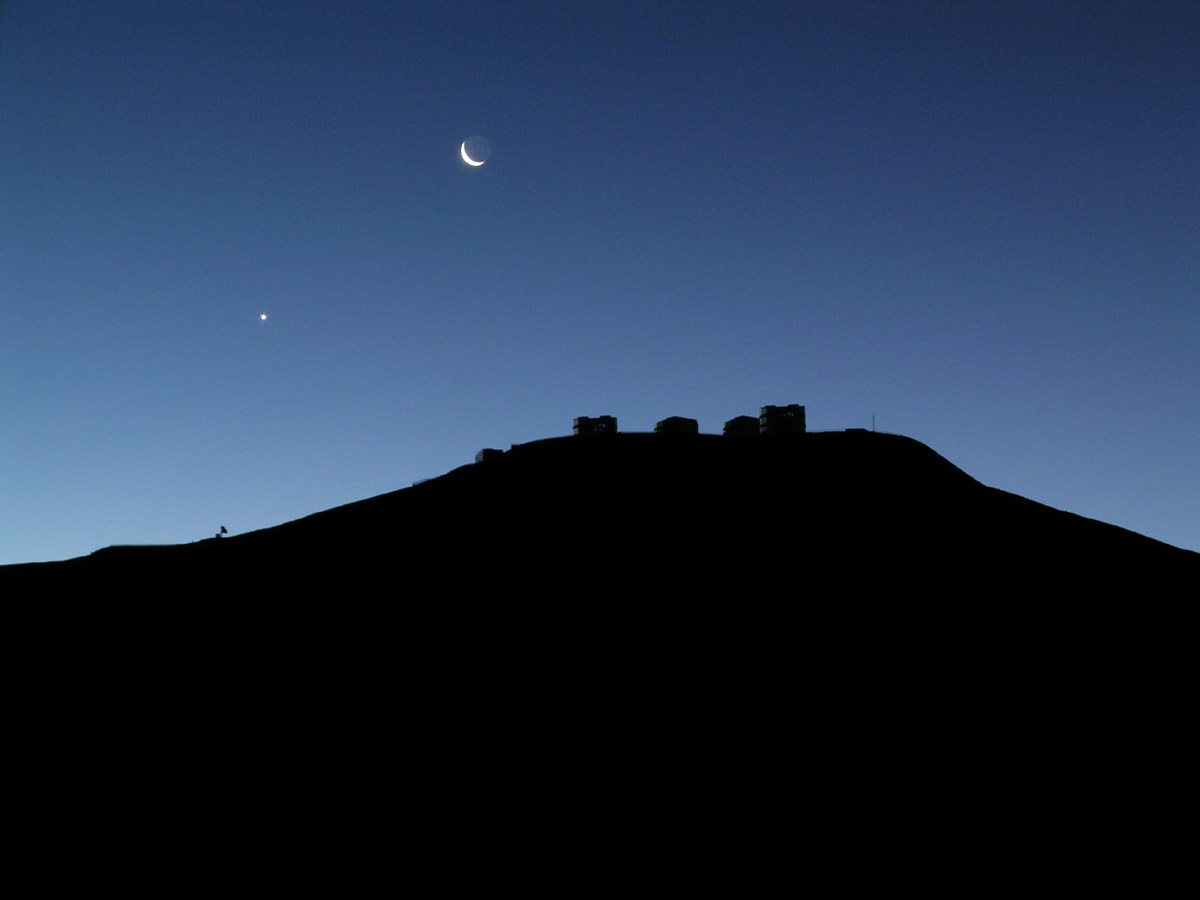
Bild des Abendhimmels auf der südlichen Erdhälfte (Paranal-Sternwarte in Nord-Chile): Der Mond etwa 3 Tage nach Neumond und 1–2 Tage nach seinem Abenderst (Neulicht), Venus als „Abendstern“ nahe bei ihrem Abenderst oder Abendletzt

Abenderst und Abendletzt sind  astronomische Begriffe für die mit bloßem Auge mögliche Erkennbarkeit von Planeten oder hellen Sternen in der Abenddämmerung. Gegenstück ist Morgenerst. Für den Mond gibt es spezielle Begriffe.

## Übersicht: Abenderst und Abendletzt
Abenderst ist derjenige Tag, an dem ein Planet erstmals wieder später als die Sonne am Westhorizont untergeht und freiäugig erkennbar ist, weil der Himmel nicht mehr vom Sonnenlicht überstrahlt wird. An den folgenden Tagen geht er vermehrt später als die Sonne unter und lässt sich immer länger in der Dämmerung oder Nacht beobachten. Dieser Begriff wird hauptsächlich für die inneren Planeten Merkur und Venus verwendet, während das Abenderst des Mondes als schmale, zunehmende Sichel meist als Neulicht bezeichnet wird.
Für Fixsterne und die äußeren Planeten Mars bis Saturn gibt es kein Abenderst, denn sie sind nach ihrem Morgenerst monatelang bis zum Abendletzt sichtbar.
Abendletzt ist derjenige Tag, an dem das Gestirn letztmals später als die Sonne untergeht und freiäugig erkennbar ist, weil der Himmel nicht mehr vom Sonnenlicht überstrahlt wird. Nach zwei oder mehr Tagen geht das Gestirn früher als die Sonne unter. Die nächtliche Periode, in der es über dem Horizont stand und mit bloßem Auge erkennbar war, geht mit dem Abendletzt für längere Zeit zu Ende. Der Begriff wird verwendet
1. für helle Sterne, denn diese verfrühen sich von Tag zu Tag gegenüber der Sonne um etwa 4 Minuten
2. für die fünf freiäugig sichtbaren Planeten des Sonnensystems, die am Sternhimmel ebenfalls regelmäßig von der Sonne „überholt“ werden.

## Das Abenderst des Mondes
Der Mond umrundet die Erde langsamer als es die Sonne scheinbar tut. Er verspätet sich täglich etwa 50 Minuten gegenüber der Sonne. Der vorerst abnehmende Mond wird von der Sonne eingeholt und bei Neumond überholt. Ein bis zwei Tage nachher ist sein Abenderst, eine erstmals nach Sonnenuntergang am Westhorizont zu sehende schmale Sichel, die auch Neulicht genannt wird.
Das Neulicht des Mondes ist der erste mit bloßem Auge erkennbare Nachweis für den Beginn einer neuen Mondperiode. In alten Kulturen war das Neulicht des Mondes der Beginn des neuen Kalendermonates. Vom Islam ist bekannt, dass Beginn und Ende des Fastenmonats Ramadan noch heute am Neulicht erkannt werden.

## Das Abendletzt der Sterne
Bei der scheinbaren täglichen Himmelsdrehung „überholen“ die ekliptiknahen Sterne einmal im Jahr die Sonne. Denn diese bewegt sich jedes Jahr -- als Spiegelbild des Erdumlaufs -- entlang der Ekliptik durch den ganzen Sternhimmel, was pro Tag knapp 1° oder 4 Minuten ausmacht. Wenn sich die Sonne einem hellen Stern auf etwa 15° nähert, ist er letztmals am Westhorizont in der Abenddämmerung zu sehen. Wenn sie ihn passiert hat, geht er früher als die Sonne unter und ist in der Nacht unter dem Horizont.
Das Abendletzt eines bestimmten Sternes ist ein bestimmter Tag im Jahr. So wurde zum Beispiel das Abendletzt des uns am hellsten erscheinenden Sterns Sirius bereits in Mesopotamien und im Alten Ägypten beobachtet und zur Planung der von den Jahreszeiten abhängigen landwirtschaftlichen Arbeiten benutzt.

### (kein) Abenderst der Sterne
Wegen der gegenüber der Sonne rückläufigen Bewegung gibt es bei den Sternen kein Abenderst.
In Abweichung zur oben angegebenen Definition wird für sie der Begriff Abenderst für Beobachtungen am Osthorizont angewendet, wenn der beobachtete Stern nicht nahe bei der Sonne, sondern etwa in Opposition zu ihr ist. Wenn sich die Sonne genügend verspätet hat, geht der vorher in Opposition gewesene Stern früher am Osthorizont auf als die Sonne am Westhorizont untergeht, und ist erstmals wieder in der Morgendämmerung mit bloßem Auge erkennbar.

## Abenderst und Abendletzt der Venus
Die scheinbare Relativbewegung zwischen Sonne und Planeten ist bei den oberen Planeten ähnlich wie bei den Sternen (abgesehen von der rückläufigen Bewegung während der jährlichen Planetenschleife), weshalb bei ihnen ebenfalls nur ein Abendletzt beobachtbar ist.
Ganz anders sind die Verhältnisse bei den unteren Planeten Merkur und Venus, von denen letztere wegen ihrer großen Helligkeit bedeutender ist. Die Venus pendelt im 19-Monats-Rhythmus beidseits vor der Sonne hin und her, wobei sie in der größten Winkeldifferenz (Elongationen) maximal für etwa vier Stunden (je nach Stellung in der Ekliptik) abwechselnd am Morgen- bzw. Abendhimmel zu sehen ist, aber niemals in der Mitte der Nacht (keine Opposition zur Sonne). Ihre Sichtbarkeit als Abendstern wird durch ein Abenderst und ein Abendletzt begrenzt. In den Wochen dazwischen erfolgt ihr Untergang in den ersten Nachtstunden nach der Abenddämmerung.

## Die Begriffeakronychischundheliakisch
Akronychisch (griechisch) heißt „am Rand der Nacht“ und ist im allgemeinsten Falle für Unter- und Aufgänge von Himmelskörpern am Rande der Nacht anwendbar, also am Anfang der Nacht (Abenddämmerung) und an ihrem Ende (Morgendämmerung). Eine häufige, allerdings nicht konsequent angewendete Einschränkung beschreibt lediglich die Vorgänge in der Abenddämmerung, also am „Anfang der Nacht“. Damit werden neben abendlichen Untergängen am Westhorizont auch abendliche Aufgänge am Osthorizont von sich in Opposition zur Sonne befindlichen Himmelskörpern eingeschlossen. Mit Abendletzt und Abenderst könnten bei diesem Sprachgebrauch also auch Vorgänge am Osthorizont gemeint sein.
Akronychisch wird außerdem gelegentlich ausschließlich für Auf- und Untergänge von Himmelskörpern verwendet, die sich in Opposition zur Sonne befinden. Ob die Ereignisse in der Abend- oder in der Morgendämmerung stattfinden, ist extra anzugeben.
Heliakisch (griechisch) heißt „zur Sonne gehörend“ und ist im allgemeinsten Falle für Unter- und Aufgänge von Himmelskörpern anwendbar, die sich nahe bei der Sonne befinden und nahezu gleichzeitig mit ihr in der Abenddämmerung untergehen, oder auch in der Morgendämmerung mit ihr aufgehen. Eine häufige, allerdings ebenfalls nicht konsequent angewendete Einschränkung beschreibt lediglich die Vorgänge in der Morgendämmerung. Heliakisch wird jetzt mit „zur aufsteigenden Sonne gehörend“ übersetzt. Weil dabei neben den Aufgängen am Osthorizont auch Untergänge am Westhorizont von sich in Opposition zur Sonne befindlichen Himmelskörpern eingeschlossen werden, gilt nicht mehr, dass sich die Himmelskörper nahe bei der Sonne befinden. Mit Morgenerst und Morgenletzt könnten bei diesem Sprachgebrauch auch Vorgänge am Westhorizont gemeint sein.
Wegen der nicht eindeutigen Definition der Begriffe heliakisch und akronychisch ist der Gebrauch von Abenderst und Abendletzt vorzuziehen.